# Liste der Monuments historiques in Saint-Georges-de-Didonne
Die Liste der Monuments historiques in Saint-Georges-de-Didonne führt die Monuments historiques in der französischen Gemeinde Saint-Georges-de-Didonne auf.

## Liste der Bauwerke
| Bezeichnung        | Beschreibung            | Standort | Kennzeichnung | Schutzstatus   | Datum     | Bild |
| ------------------ | ----------------------- | -------- | ------------- | -------------- | --------- | ---- |
| Phare de Vallières | Leuchtturm, erbaut 1899 | (Lage)   | PA17000092    | Inscrit Classé | 2011 2012 |      |

## Liste der Objekte
| Bezeichnung    | Beschreibung           | Standort                        | Kennzeichnung | Schutzstatus | Datum | Bild           |
| -------------- | ---------------------- | ------------------------------- | ------------- | ------------ | ----- | -------------- |
| Vier Kapitelle | Stein, 12. Jahrhundert | in der Kirche St-Georges (Lage) | PM17000386    | Inscrit      | 1916  | weitere Bilder |